# Kūh Sefīd
Kūh Sefīd (persiska: کوه سفید) är en ort i Iran.   Den ligger i provinsen Kerman, i den sydöstra delen av landet, 900 km sydost om huvudstaden Teheran. Kūh Sefīd ligger 2 564 meter över havet och antalet invånare är 2 850.
Terrängen runt Kūh Sefīd är kuperad, och sluttar söderut. Runt Kūh Sefīd är det glesbefolkat, med 12 invånare per kvadratkilometer. Närmaste större samhälle är Rābor, 10,9 km öster om Kūh Sefīd. Omgivningarna runt Kūh Sefīd är i huvudsak ett öppet busklandskap.